# Спор об Аристотеле и Платоне в Средние века
Спор об Аристотеле и Платоне в Средние века был связан с попытками выявить различия во взглядах двух древнегреческих философов и обосновать бо́льшую правоту одного из них.
Взгляды Аристотеля и Платона во многом различались — в своей «Метафизике» Аристотель подвергал сомнению учение о формах, «Политика» полемизировала с «Законами» и «Государством», в трактате «О небе» опровергались платоновские теории относительно души, времени и бесконечности, «Первая аналитика» противоречила взглядам Платона на методы классификации. Из противоположного лагеря первым ответом стал не сохранившийся трактат Тавра Кальвена из Бейрута (середина II века до н. э.) с критикой аристотелевских «Категорий». Более масштабная критика Аттика частично сохранилась в выписках Евсевия Кесарийского и была известна учёным позднего Возрождения. Конфликт учений Аристотеля и Платона не был определяющим для античной философии, и основная борьба шла между школами скептиков (с 270 года до н. э., начиная с Аркесилая, они возглавляли Академию), стоиков и эпикурейцев. В I веке до н. э. Антиох из Аскалона отказался от стоицизма в пользу ортодоксального платонизма, который для него включал и Аристотеля. Основатель неоплатонизма Плотин критиковал некоторые положения Аристотеля, но был хорошо знаком с его трудами и комментариями на них Александра Афродисийского. Ученик Плотина, Порфирий написал предисловие и комментарий к «Категориям». В результате, когда неоплатонизм стал главенствующей философской школой поздней античности, аристотелизм был его неотъемлемой частью. Более того, из комментаторов Аристотеля, не принадлежавших к этой школе, можно назвать только упомянутого Александра Афродисийского. В рамках неоплатонизма критика Аристотелем Платона понималась как непринципиальная разница в словоупотреблении, касающегося только материального мира. Аристотель полагался как основной источник сведений по логике и физике, тогда как за Платоном признавался наивысший авторитетом в метафизике и богословии.
В Средние века неоплатонизм сохранил свою популярность, хотя его связь с языческой философией была вполне очевидна. Учение последнего крупного философа-неоплатоника Прокла (412—485) в VI веке Иоанн Филопон объявил источником ересей, но следующее опровержение появилось только в 500 лет спустя. Закрытие императором Юстинианом Академии в Афинах в 529 году не привело к прерыванию традиции. Последние платоники отправились ко двору персидского шаха, надеясь найти в лице Хосрова I платоновского государя. Результатом стало появление персидского перевода диалогов. Следующие несколько столетий последователи Платона не занимались развитием новых теорий, ограничиваясь литературной критикой и преподаванием в Константинопольском университете. Отдельные христианские авторы (Псевдо-Дионисий Ареопагит, Иоанн Дамаскин) предпринимали попытки адаптировать неоплатонизм для нужд христианского богословия. В IX веке хронист Георгий Амартол представлял Платона как провозвестника христианства, аналогичной точки зрения придерживался в XI веке Иоанн Мавроп. Настоящее возрождение платонизма в Византии произошло в XI веке. Благодаря вдохновлённому трудами Прокла и Порфирия Михаилу Пселлу труды Платона стали изучать на Востоке и латинском Западе. Этот аспект интеллектуальной связи Византии и Запада ещё плохо изучен, но связь, видимо, осуществлялась через посредство греков Сицилии и Южной Италии. В XII веке новые опровержения Прокла издали Феодор Продром и Георгий Торник, но они носили общий характер. В том же веке Николай Мефонский опубликовал систематическое опровержение «Первооснов теологии» Прокла, проанализировав главу за главой в свете православного вероучения. В тот же период появились новые переводы текстов Аристотеля, а к XIII веку аристотелизм стал одной из основ университетского образования.
По оценке И. Медведева, в последние столетия существования империи «платонизм явно становится господствующим течением в рамках гуманистического сообщества византийских интеллектуалов, девизом которых могли бы стать слова Михаила Апостолия о том, что любовь к божественному Платону пронзила его сердце». Поздневизантийский платонизм не был однороден и нередко выливался в формальное подражание Платону. Никифор Григора называл свои произведения «диалогами» и использовал интонации и речевые обороты героев платоновских диалогов, что вызывало насмешливую критику со стороны исихаста Николая Кавасилы. Тем не менее, исследователи обнаруживают у Григоры и его учителя Феодора Метохита глубокое знакомство с платоновской мыслью и неоплатонической традицией. Отношение христианского богословия к философии Платона также было непростым. С одной стороны, можно утверждать о неоплатонической основе учений Отцов церкви. Если Аристотель дал богословам наукообразный аппарат, то платонизм как учение оказался настолько всеобъемлющим, что позволял удовлетворить различные духовные запросы и стал основой различный, подчас взаимоисключающих философско-религиозных доктрин. С другой, церковь осуждала ту часть учения Платона, из которой следовали представления о метемпсихозе, существование идей и материи самих по себе, отрицая тем самым свободу воли Творца. Платоновскую терминологию использовали многие византийские богословы, включая главу исихастов Григория Паламу .
Согласно одному из подходов к объяснению причин платоно-аристотелевского спора XV века, он стал продолжением исихастского спора на итальянской почве. В таком случае исихастов понимают как выразителей «наивной» платонизирующей традиции Православной церкви, тогда как их оппоненты, прежде всего Варлаам Калабрийский, представляют поклонников аристотелевского Запада, желающих единения с Католической церковью. Изображение идеологической борьбы в Византии XIV—XV веков через противопоставление «аристотеликов» и «платоников» восходит к современнику событий, Георгию Трапезундскому, а в XIX веке его разделяли немецкий богослов Ф.-В. Гасс и русский византинист Фёдор Успенский («Богословское и философское движение в Византии XI и XII веков», 1891). Современный историк Джеймс Хэнкинс отмечает, что такой подход приводит к упрощениям: хотя исихастская духовность и имеет общие черты с неоплатонической метафизикой, её непосредственными предшественниками были Псевдо-Дионисий и другие греческие отцы Церкви, равно как и нельзя сказать о ранних анти-паламитах, что их взгляды были только прозападными и аристотелевскими. По мнению Хэнкинса, исихастский спор повлиял на философскую полемику более сложным образом: с одной стороны, окончательная победа паламитов в 1347 году вызвала в среде византийских интеллектуалов разочарование и ощущение интеллектуального упадка, с другой — паламиты отвергли возможность экуменистического примирения с Западом и связывали свои долгосрочные надежды с толерантностью османов. В качестве реакции на обновление ортодоксии, консервативные интеллектуалы склонялись к одной из трёх основных стратегий: решительное принятие идеологии Запада, то есть в религиозном отношении переход в католицизм, а в философском — следование аристотелевской схоластике (Мануил Калекас, братья Максим и Феодор Хрисоверги, Димитрий Скаранос, император Иоанн V Палеолог, Димитрий Кидонис, Георгий Трапезундский, Иоанн Аргиропул), поиск компромисса на основе прокловского платонизма (Виссарион Никейский), и представление платонизма в качестве средства против искажённой ортодоксии и «диалектического терроризма» западной схоластики (Плифон).
Кульминацией спора стала полемика византийских философов Плифона и Геннадия Схолария в середине XV века.